# Домінік Рейгард
Домінік Р́ейгард ( англ. Dominique C. Reighard; 20 травня 1984 року, Коламбус, Огайо, США ) - американська фотомодель.

## Біографія
Домінік Рейгард народилася 20 травня 1984 року в Коламбусі (штат Огайо , США ).
У 2004 році Домінік зайняла 4-е місце в реліті-шоу «Топ-модель по-американськи, Сезон 10». Вона була останньою з затверджених дівчат на шоу Тайра Бенкс. Співпрацює з «Carol's Daughter». В останні роки вона займається музикою і акторством. У 2011 році взяла участь у шоу «Топ-модель по-американськи, Сезон 17: Тільки Зірки» і зайняла там 5 місце.
У Домінік є двоє дітей, молодший з яких народився в 2011 році.